# 根立研介
根立 研介（ねだち けんすけ、1956年5月 - ）は、日本の美術史学者。京都大学大学院文学研究科教授。専門は日本彫刻史。新潟県出身。

## 略歴
- 1980年 京都大学文学部卒業
- 1981年 京都府教育庁指導部文化財保護課技師
- 1986年 文化庁文化財保護部美術工芸課技師
- 1992年 文化庁文化財保護部美術工芸課文化財調査官
- 1998年 京都大学大学院文学研究科助教授
- 2005年 京都大学大学院文学研究科教授
- 2007年 「日本中世の仏師と社会 運慶と慶派・七条仏師を中心に」で京都大学より文学博士の学位を取得。

## 受賞歴
- 1996年 - 鹿島美術財団賞
- 2024年 - 地域文化功労者[1]

## 著書

### 単著
- 『日本中世の仏師と社会 運慶と慶派・七条仏師を中心に』塙書房、2006年
- 『運慶 天下復タ彫刻ナシ』ミネルヴァ書房〈ミネルヴァ日本評伝選〉、2009年
- 『ほとけを造った人びと 止利仏師から運慶・快慶まで』吉川弘文館〈歴史文化ライブラリー〉、2013年
- 『もっと知りたい慶派の仏たち』東京美術〈アート・ビギナーズ・コレクション〉、2018年
- 『日本中世肖像彫刻史研究』中央公論美術出版、2022年

### 共著
- 『芸術の理論と歴史』思文閣出版、1990年
- 『日本美術史』昭和堂、1998年
- 『運慶の挑戦』文英堂、1999年
- 『カラー版 日本仏像史』美術出版社、2001年
- 『日本彫刻史基礎資料集成 鎌倉時代 造像銘記篇』（全8巻）、中央公論美術出版、2003年～
- 『鳥取県の仏像調査報告書』鳥取県立博物館、2004年
- 『もっと知りたい東寺の仏たち』東京美術〈アート・ビギナーズ・コレクション〉、2011年

### 編著
- 『吉祥・弁才天像』至文堂〈日本の美術〉、1992年
- 『愛染明王像』至文堂〈日本の美術〉、1997年
- 『彫刻の保存と修理』至文堂〈日本の美術〉、2003年
- 『室町時代の彫刻 中世彫刻から近世彫刻へ』至文堂〈日本の美術〉、2007年